# کاخ تابستانی (فیلم ۲۰۰۶)
«کاخ تابستانی» (انگلیسی: Summer Palace) یک فیلم سینمایی در ژانر رمانتیک و درام محصول سال ۲۰۰۶ کشور چین است.